# Marco Costa
Marco Costa (13 de Junho de 1977) é um actor português.

## Carreira
Marco Costa apareceu em palco e em ecrã em Portugal e no Reino Unido.
Aos 22 anos, começou seu treinamento formal em drama, completando seu primeiro curso em InImpetus, seguido pelo estudo do drama na Universidade Moderna, ambos em Portugal.
Depois de completar um ano na Universidade Moderna, fez o teste com sucesso para o papel de Joca em Amanhecer, seu primeiro papel na TV.
Continuou a trabalhar em televisão, cinema, teatro e dobragens em Portugal, e completou o seu diploma da Universidade Moderna, em 2004. Seus créditos na TV mais notáveis incluem "John" em Morangos com Açúcar, "Carlos" em Aqui não há quem viva, "Bruno" em Jura e no palco como "Bernardo" em Pijama Pará Seis, "Afonso" em 1755 - O Grande Terramoto e "Peregrino" em Amor de Longe.

## Filmografia
| Ano       | Título                          | Personagem                    | Notas          |
| --------- | ------------------------------- | ----------------------------- | -------------- |
| 2001      | Super Pai                       | —                             | série          |
| 2001      | O Bairro da Fonte               | —                             | série          |
| 2001      | Uma Aventura no Inverno         | Segurança do Centro Comercial | série          |
| 2001      | Mulher Não Entra                | —                             | sitcom         |
| 2001      | Ganância                        | —                             | telenovela     |
| 2002      | Anjo Selvagem                   | —                             | telenovela     |
| 2002      | Mentis                          | —                             | curta-metragem |
| 2002-2003 | Amanhecer                       | Joca                          | telenovela     |
| 2003      | Que Horas São?                  | —                             | curta-metragem |
| 2003-2004 | Morangos com Açúcar             | John                          | série          |
| 2004      | Maré Alta                       | Várias personagens            | série          |
| 2004-2005 | Uma Aventura                    | Rufino , Luís Filipe          | série          |
| 2004-2005 | Inspetor Max                    | Tito Gomes , Carlos           | série          |
| 2005      | Mundo Meu                       | Marco                         | telenovela     |
| 2005      | Os Serranos                     | —                             | série          |
| 2006      | Sete Vidas                      | Art Critic                    | telenovela     |
| 2006      | Tempo de Viver                  | Eduardo (Ed)                  | telenovela     |
| 2006      | Claro Escuro                    | —                             | série          |
| 2006-2007 | Jura                            | Bruno                         | telenovela     |
| 2007      | Conta-me Como Foi               | Manuel                        | telenovela     |
| 2007      | Vingança                        | Cook                          | telenovela     |
| 2008      | Punny Earthlings                | —                             | curta-metragem |
| 2008      | Gotas de Alma                   | Eduardo                       | curta-metragem |
| 2008      | Resistirei                      | Tiago                         | telenovela     |
| 2006-2008 | Aqui não há quem viva           | Carlos Primo                  | série          |
| 2008      | Podia Acabar o Mundo            | Young Eduardo Morais          | telenovela     |
| 2013      | Sabores e Sentidos              | Jorge                         | filme          |
| 2013      | Bairro                          | Paco                          | filme          |
| 2013      | Mundo ao Contrário (telenovela) | Fernando Oliveira             | telenovela     |
| 2013      | Collider                        | Carlos Vera                   | filme          |
| 2014      | Maktub                          | Jack                          | curta-metragem |
| 2014      | Saturday Morning                | Thief 2                       | curta-metragem |
| 2014-2015 | Mar Salgado                     | Xavier Rocha                  | telenovela     |
| 2015      | Bem-Vindos a Beirais            | Quintino                      | telenovela     |
| 2016      | Aqui Tão Longe                  | Gilo                          | série          |
| 2016-2017 | Rainha das Flores               | Tomás Rossi                   | telenovela     |
| 2017      | Ministério do Tempo             | Ricardo Deus                  | telenovela     |
| 2017      | The Second Coming V.2           | The Lover Two , Portugal      | —              |
| 2017      | Amnésia                         | Leonel                        | —              |
| 2019      | Golpe de Sorte                  | Inspetor Luís                 | série          |
| 2019      | A Fábrica                       | Funcionário 7                 | curta-metragem |
| 2019      | Terra Brava (telenovela)        | Marcelo                       | telenovela     |